# The World of David the Gnome
The World of David the Gnome eller David, the Gnome (org. titel David el Gnomo), är en spansk animerad TV-serie från 1980-talet, baserad på barnböckerna The Gnomes och The Secret Book of Gnomes av den holländske författaren Wil Huygen och illustratören Rien Poortvliet. Det gjordes 26 episoder av serien, där varje avsnitt är ca. 23 minuter långt. I den engelska versionen gjordes rösten till David the Gnome av Tom Bosley, och berättarröst var Christopher Plummer. 
Serien kretsar kring gnomen David som är doktor och hjälper djur och andra gnomer, och som ofta är ute på äventyr. Han lever med hustrun Lisa och tillsammans har de barnen Lily och Harold. De har också ett barnbarn, Susan. David's bästa vän är räven Swift som med sin snabbhet assisterar och transporterar David närhelst han behöver. De illvilliga och klumpiga trollen ställer ideligen till problem för invånarna i skogen. I originalversionen heter fyra av trollen Pit, Pat, Pot och Holler. De har övernaturliga förmågor, men också svagheter; vid direkt solljus förvandlas de till sten.
The World of David the Gnome lägger fokus på miljön och naturen, och ger också information om olika djur och om vård som David utför. 
I förtexterna till många avsnitt uppmärksammas det att "nobody is better by being bigger".
Serien fick senare en spin-off kallad Wisdom of the Gnomes.